# Amor cortès

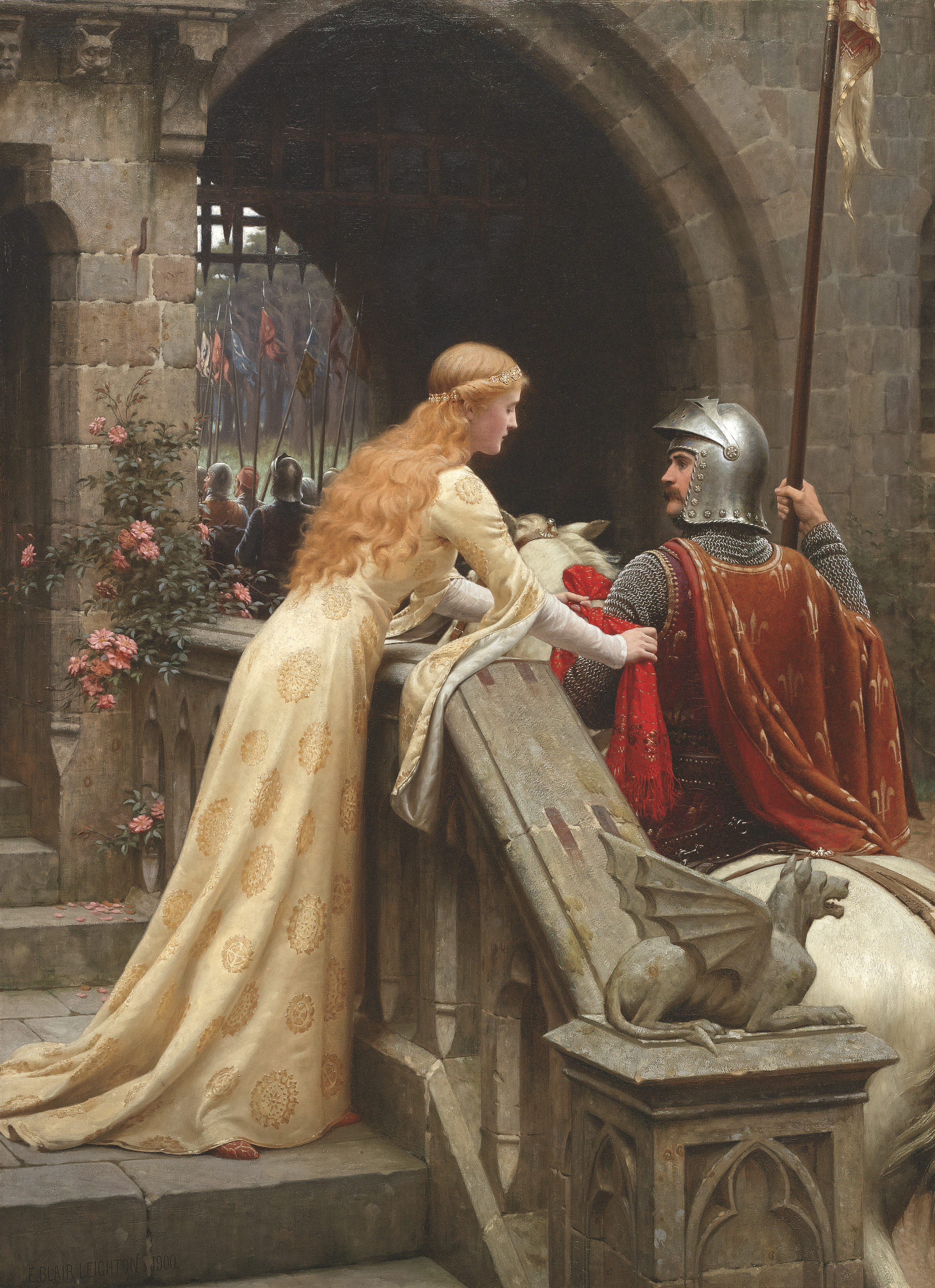
God Speed!, d'Edmund Blair Leighton (1900). Visió tardana victoriana d'una dama que concedeix el seu favor a un cavaller moments abans d'una batalla.

L'amor cortès, també conegut com a fin' amor en occità, és una de les temàtiques més importants de la literatura trobadoresca. Aquesta temàtica cortesana provoca un «triangle amorós» entre amant-dama-marit, és a dir, la relació de vassallatge que un senyor i el seu vassall mantenen. Això es trasllada en l'amor cortès al trobador, que seria el vassall i la dama —que normalment és casada—, que seria la domina o midons, encara que en alguns moments també l'anomenen bon senyor, en masculí, com és el cas de Bernat de Ventadorn. Trobador i midons mantenen llur amor adúlter en secret, ja que hi ha els lausengiers, que són els encarregats de vetlar per la fidelitat que la dama deu al seu marit, el gilós. Aquest amor és un amor vertader en la mesura que el trobador no és capaç de manifestar públicament qui és la dama estimada. Per aquest motiu, empra el pseudònim (senhal), sota el qual s'amaga la identitat de la dama i mai no s'atreveix a dir-ne el nom real. L'amant pot passar de ser un fenhedor, és a dir, un que es lamenta, a pròpiament l'amant, el druit. A partir d'ací, apareix tota una temàtica que ve acompanyada per tot un vocabulari específic que contribueix a la riquesa de la trobadoresca.
Tal amor passava per diverses etapes:
- Atracció de la dama, normalment mitjançant els ulls / vista.
- Culte de la dama de lluny (amor de lonh).
- Declaració de la devoció apassionada.
- Rebuig per part de la virtuosa dama.
- Nous vots amb juraments de virtut i lleialtat eterna.
- Laments d'atansar-se a la mort pel desig insatisfet (i altres manifestacions físiques de dolor d'amor).
- Actes de valor heroic de guanyar el cor de la dama.
- Consumació de l'amor secret.
- Un munt d'aventures i subterfugis per evitar-ne la detecció.

## La pràctica en la realitat
Un punt de controvèrsia continu és si l'amor cortès era purament literari o realment es practicava en la vida real. No hi ha registres històrics que ofereixin proves de la seva presència en la realitat. L'historiador John Benton no va trobar-ne proves documentals en els codis de la llei, els casos judicials, cròniques o altres documents històrics. Tanmateix, l'existència del gènere de no-ficció dels llibres de cortesia és potser una evidència de la seva pràctica. Per exemple, segons el llibre de cortesia de Christine de Pizan anomenat Llibre de les tres virtuts (ca. 1405), que expressa la seva desaprovació de l'amor cortès, la convenció s'utilitza per justificar i cobrir amors il·lícits. L'amor cortès probablement va trobar la seva expressió en el món real en els costums com la coronació de reines de la bellesa i amor en els tornejos. Felip el Bo, en el seu Banquet du vœu du faisan ('banquet del jurament del faisà'), el 1454, es va basar en paràboles extretes de l'amor cortès per incitar els seus nobles a jurar a participar en una croada prevista, mentre que, fins ben entrat el segle xv, molts polítics i esdeveniments socials es basen en gran manera en les fórmules dictades per les «regles» de l'amor cortès.
Segons un argument exposat per María Rosa Menocal en El rol àrab en la història medieval literària del segle xi a Espanya, un grup de poetes errants semblava que aniria als tribunals de la cort i, de vegades, viatjaria als tribunals cristians al sud de França; una situació que reflecteix del que degué passar al sud de França un segle després. Els contactes entre aquests poetes espanyols i els francesos trobadors eren freqüents. La mètrica de les formes utilitzades pels poetes espanyols són similars a les utilitzades més tard pels trobadors.

## Història

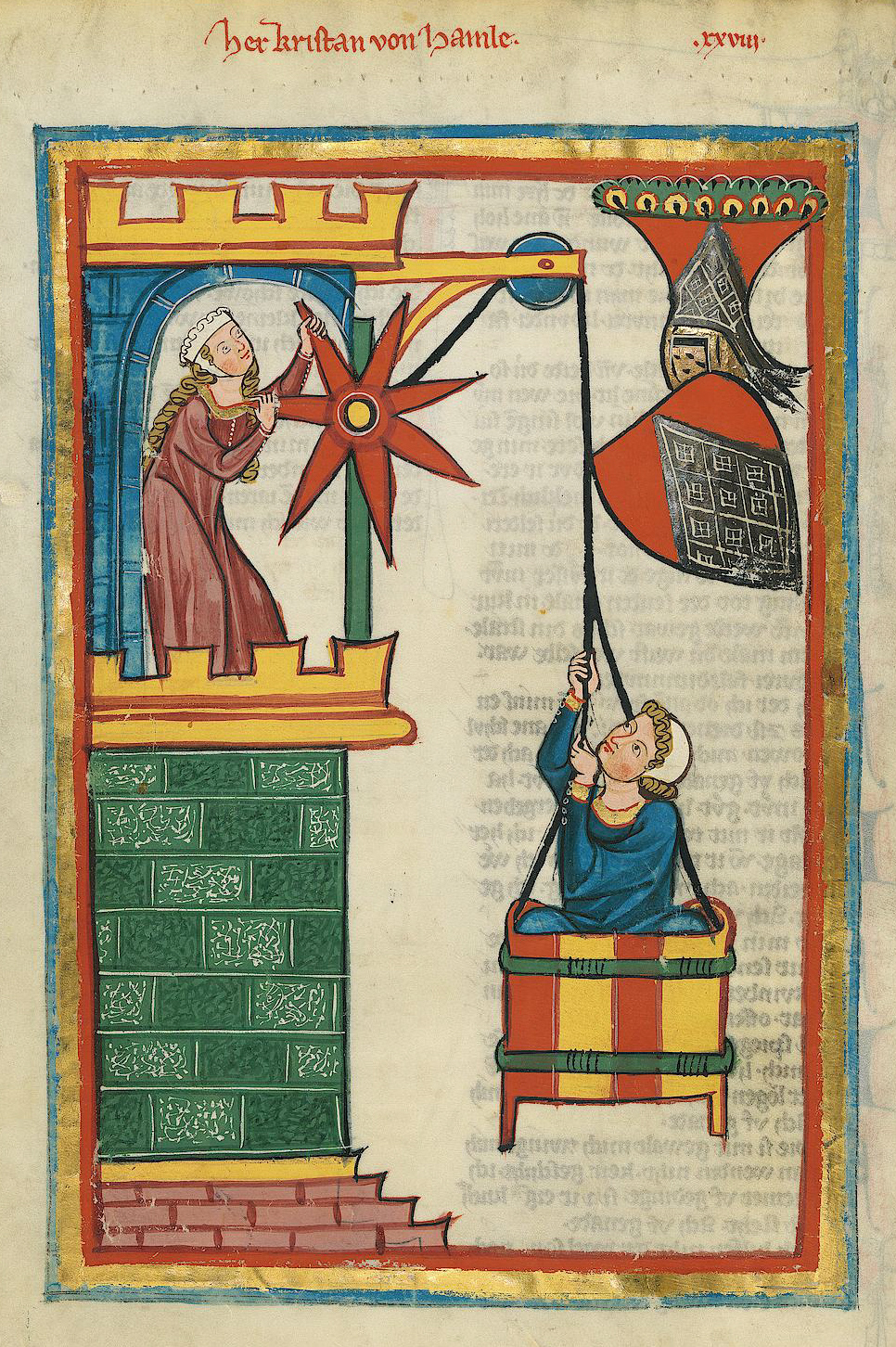
L'amor cortès arriba en una cistella.

### Inicis
La pràctica de l'amor cortès es va desenvolupar en la vida al castell de quatre regions: l'Aquitània, Provença, la Xampanya i el ducat de Borgonya, cap al temps de la Primera Croada (1099). Elionor d'Aquitània va portar idees d'amor cortès des de l'Aquitània a la cort de França, i més tard a Anglaterra, on va ser reina de dos reis. La seva filla Maria, comtessa de la Xampanya, va portar el comportament cortès cap a la cort del comtat de Xampanya. L'amor cortès va trobar la seva expressió en els poemes lírics escrits dels trobadors, tals com Guillem IX, duc d'Aquitània (1071-1126), un dels primers poetes trobadors, autor dels documents més antics sobre amor cortès i en els quals ja es configuren els elements principals de la literatura de fin'amors.
Els poetes adoptaren la terminologia del feudalisme, declarant-se ells mateixos el vassall de la senyora i s'hi adreçaven com a midons (senyora meva), un tipus de nom en clau per tal que el poeta no hagués de revelar el nom de la dama, però amb el qual l'afalagava. El model ideal de senyora per al trobador era la muller del seu senyor, una dona d'estatus social més alt, generalment la rica i poderosa mestressa del castell. Quan el marit era lluny per les croades o altres afers, ella organitzava els afers domèstics i els culturals; de vegades, fins i tot era així quan el senyor era al castell. La senyora era rica i poderosa, sovint descrita com a molt bella, i el poeta donava veu a les aspiracions de la classe cortesana, ja que només els nobles podien formar part de l'amor cortès. Aquest nou tipus d'amor veia la noblesa no basada en la riquesa o el llinatge, sinó en el caràcter i les accions, de manera que els cavallers més pobres hi van veure una via d'ascens.
Ja que, en aquell temps, el matrimoni tenia poc a veure amb l'amor, i l'amor cortès també era una manera dels nobles d'expressar l'amor no trobat en el matrimoni. Els amants en el context de l'amor cortès no parlaven de sexe, sinó més aviat de l'acte de l'amor com a emoció. Aquests amants tenien breus trobades en secret, que la ment intensificava, però mai de tipus físic.
L'amor cortès o fin'amors va esdevenir un dels temes principals de la literatura medieval a partir del segle xii. El teòric cultural i europeista Denis de Rougemont, fins i tot, va arribar a afirmar que l'amor fou una invenció de la literatura d'aquest segle. Les regles de l'amor cortès van ser codificades cap al 1184 en el tractat d'Andreas Capellanus De amore. S'hi poden trobar regles com «El matrimoni no és excusa per a no estimar», «El qui no és gelós no pot estimar», «Ningú no pot ser ferit per un doble amor» i «Quan l'amor és fet públic, rarament dura». El tractat, que incorre en contradiccions, conclou amb la desaprovació de l'amor i de les dones en general.
El trobador o poeta medieval desenvolupava el fin'amors per mitjà d'una normativa rígida. Sovint l'amor rebia un tractament d'afectació o malaltia, configurat mitjançant una progressió lògica que passava per diferents fases: la mirada (intuitus), el desig (concupiscentia), la carícia sentimental (blandimentum) i l'intercanvi d'enhorabones (votiva duorum congressio).
En la literatura de l'amor cortès, es donava molta importància a la dona, i els sentiments i els valors estètics assoliren un protagonisme que pareixia desplaçar els valors guerrers i masculins típics de l'èpica. Però sembla que el fenomen de l'amor cortès va estar limitat a la literatura, i que reflectia una visió del món subjectiva, que no es corresponia amb la realitat, ja que la dona no va guanyar protagonisme social en aquella època.

### Evolució. De l'amor cortès a l'amor tristanià
L'ideal poètic de l'amor cortès o fin'amor emergeix en una societat com la medieval fortament condicionada per rígides normes socials que s'anteposaven als interessos individuals. És en aquesta tensió on l'ideal amorós troba la seva justificació i el terreny adequat per al seu desenvolupament com a «principi educatiu superior», «força ètica» i «canal d'experiència per a la vida».
Els canvis socials i econòmics que experimenta Europa durant el segle xi, no només pertorben el sistema de poder vigent —el feudalisme—, sinó que trenquen també l'equilibri estàtic de l'art i la cultura. La mercantilització de l'economia i una certa mobilitat social, especialment entre la cavalleria, posaran en perill l'ordre establert i es farà necessari canalitzar les tensions amb la promoció de certs valors que apuntalin les estructures de poder existents.
L'Església té un paper fonamental en aquesta missió intentant aturar el procés de secularització que s'iniciava a les ciutats a conseqüència dels canvis econòmics i que l'arribada dels nous cavallers d'orígens inferiors i sense vincles amb la tradició amenaçava amb accelerar. L'Església, que havia estat present en la configuració de la cavalleria, li proporcionarà també una ètica que inspirarà i condicionarà aquesta idealització cortesa de l'amor. Calia, entre altres coses, sublimar la vida amorosa per a allunyar els nou vinguts —non casati—, del matrimoni per l'amenaça que suposava de desintegració de l'estructura feudal basada en la concentració de terra. La dona, centre de la vida social i artística de les corts europees, se encarregarà d'aquesta espiritualització de l'amor, educant els impulsos i els instints dels més joves iniciant-los en el comportament refinat i exquisit de la cortesia.
En el centre de l'amor cortès trobem sempre el triangle format pel senyor, el cavaller i la seva estimada, la qual restarà totalment inassolible tant per la seva posició social com per ser la dona del senyor a qui el cavaller ret vassallatge. Malgrat tot, no hi ha conflicte, el vassall renuncia de grat a la possessió de l'estimada i es conforma manifestant la seva adoració i retent-li homenatge. La felicitat d'aquest nou amor espiritual és independent de la realització del desig amorós. Una construcció cultural que aconsegueix no només compatibilitzar els interessos individuals amb les convencions socials, sinó que reafirma i exalta el vincle feudal. Hauser considera que aquesta equiparació del vassallatge eròtic (entre el cavaller i la senyora) amb el vassallatge polític (entre el cavaller i el senyor) funciona com a metàfora que sublima fins a l'extrem la subordinació social.  
Però malgrat tots els esforços durant el segle xii una Europa cada cop més secularitzada estarà preparada per a la recepció d'un nou material procedent de Bretanya format per relats i llegendes de ressonàncies celtes. Aquestes fonts, majorment orals i cantades pels joglars, proporcionaran nous elements culturals estranys per a la societat europea de l'època. Els escriptors recolliran aquest nous referents en les seves creacions novel·lesques intentant adaptar-les a la mentalitat romànica, evidentment, no sense generar certes tensions i conflictes. Entre aquest nous referents, una nova concepció de l'amor, transgressiu i destructiu, s'oposarà radicalment a la forma cortesa.
La història de Tristany es convertirà en el paradigma d'aquest nou concepte amorós i en un dels mites fundacionals de la cultura occidental. Aquest mite de la passió fatal trenca el marc de l'amor cortès que prohibia el compliment del desig i l'adulteri traspassa la barrera de l'espiritualitat. Abandona el caràcter benèfic i educatiu que l'integrava dins de l'ètica cavalleresca i es revela com una força incontrolable de la natura. L'amor tristanià desborda el vincle feudal i xoca amb el vincle religiós del matrimoni. Un enfrontament radical amb la societat i la moral de l'època que aboca els enamorats necessàriament cap a un final tràgic.
La llegenda de Tristany va atreure l'interès de molts novel·listes del segle xii i es van generar nombroses versions, però la crítica en va destacar dues de representatives atenent a l'estil, argument i tractament de la matèria: la versió cortesa de Tomàs d'Anglaterra i l'anomenada versió comuna de Berol. Tot i que la versió de Tomàs és més antiga, es considera la versió de Berol més fidel a la llegenda original. És a dir, que en el procés d'assimilació dels nous referents cultural, les dues versions mostrarien diferents estadis i cada una d'elles destacaria diferents aspectes en funció del grau d'influència de la literatura cortesa.
- - El Tristany de Berol, estilísticament més proper a les cançons de gesta, destaca el caràcter transgressor de l'amor adúlter de Tristany i Isolda amb el seu atac frontal a la institució sagrada del matrimoni i, alhora, fonament del sistema polític i social vigent.
  - Tomàs d'Anglaterra presenta el conflicte amb un estil més líric, prestant especial atenció a la configuració dels personatges i al seu desenvolupament sentimental per a incidir més en el caràcter tràgic del seus amors.

L'altre bloc temàtic important de la matèria de Bretanya, la llegenda del rei Artur, ens presentarà també amors adúlters, en aquest cas, entre la seva esposa Ginebra i el seu cavaller Lancelot. El cortesà Chrétien de Troyes, un dels grans novel·listes del segle xii i introductor del mite artúric en la literatura europea, intentarà buscar una solució a aquest conflicte recurrent entre els anhels individuals i el deure social defensant la normalització de la passió amorosa dins del matrimoni i la necessitat de conciliar l'amor amb els deures del vassallatge. De forma excepcional, però, en una de les seves obres, El Cavaller de la Carreta, es presenta l'adulteri consumat entre Lancelot i Ginebra. Tot i que l'autor deixa clar que es tracta d'un encàrrec de la seva mecenes i del tractament ambigu de la figura de Lancelot, el cert és que es produeix un trencament de l'esquema habitual de l'amor cortès, fet que indica la força del concepte amorós tristanià i el difícil encaix en l'ambient cortesà.
A principis del segle xiii la ideologia de l'amor cortès es desactiva gairebé de forma paral·lela en les dues tradicions literàries de la narrativa de l'època: la literatura artúrica i la literatura realista.
- - Durant el segle xiii es recopilen en prosa totes les històries i relats de la matèria artúrica. En aquesta reconstrucció del món artúric, coneguda com a Vulgata artúrica, s'intensifiquen els elements fantàstics i alhora es perden els referents ideològics i ètics presents en l'obra de Chrétien.[18] És en una d'aquestes històries, la mort del rei Artús, on es produeix l'enfonsament definitiu de la ideologia de l'amor cortès. L'idealisme deixarà pas a un tractament més realista dels personatges que afegirà dramatisme. Una passió luxuriosa reemplaçarà el fin'amor i el tractament misogin el comportament refinat.[19] La renúncia de Lancelot a la seva activitat com a cavaller esdevindrà una gran metàfora del col·lapse de la ideologia amorosa cortesa.
  - D'altra banda, també durant el mateix període, emergirà una nova narrativa, anomenada novel·la realista, que rebutjarà els elements fantàstics de la literatura artúrica i cercarà la versemblança. El nou protagonisme dels personatges burgesos serà un clar símptoma del signe dels temps i de la crisi del món cortès.[20]

Una nova mentalitat burgesa, urbana i mercantil és capaç d'elaborar formes artístiques i culturals més realistes i profanes i, sobre tot, allunyades de l l'idealisme de les novel·les cavalleresques i dels sentiments sublimats de la lírica amorosa aristocràtica.

## Influència islàmica i andalusina

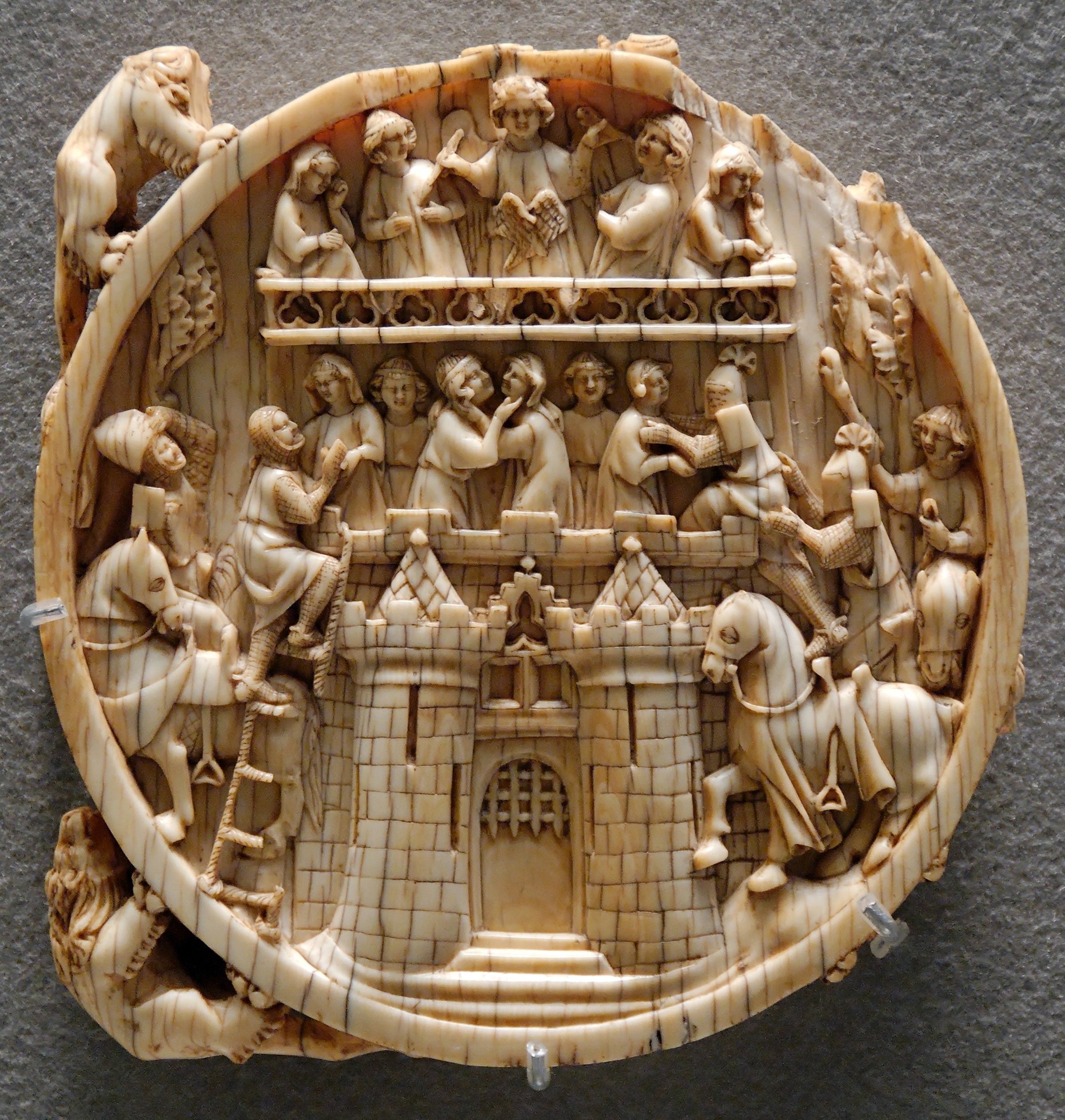
El Setge del Castell de l'Amor, sobre el revers d'un mirall, possiblement a París, ca. 1350–1370 (Museu del Louvre).

Moltes de les convencions de l'amor cortès remunten a Ovidi, mitjançant Andreas Capellanus, però és dubtós que totes aquestes puguin ser rastrejades fins aquest origen. Les explicacions sobre l'amor cortès sovint passen per alt la hipòtesi arabista, que ha estat plantejat d'alguna una forma gairebé des de l'inici del terme amor cortès en l'època moderna. Una proposta de font de les diferències és la poesia àrab i els poetes de l'Espanya musulmana i l'europea més àmplia en contacte amb el món islàmic. [Edita]
Atès que les pràctiques anàlogues a l'amor cortès ja eren freqüents a l'Àndalus i en altres llocs del món islàmic, és molt probable que les pràctiques islàmiques influïssin els europeus cristians. Guillem d'Aquitània, per exemple, va participar en la Primera Croada, i en el curs de la conquesta a Espanya, per la qual cosa hauria entrat en contacte amb la cultura musulmana. [Edita]
Segons G. E. von Grunebaum, hi va haver diversos elements que es va desenvolupar en la literatura àrab. Els conceptes d'«amor pel bé d'amor» i «exaltació de l'estimada dama» es remunta a la literatura àrab dels segles IX i X. El concepte d'«ennobliment de poder» de l'amor es va desenvolupar a principis de segle xi pel psicòleg i filòsof persa Ibn Sina (conegut com a Avicena a Europa), en el seu tractat Risala fi al-ixq (رسـالـة في الـعـشـق; 'Tractat sobre l'amor'). L'element final d'amor cortès, el concepte d'«amor com el desig que mai es complirà», era ja implícit en la poesia àrab, però va ser desenvolupat per primera vegada en una doctrina en la literatura europea, en la qual els quatre elements de l'amor cortès estaven presents. [14]